# The Click Five
The Click Five (muitas vezes abreviado como TC5) é uma banda de power pop/rock alternativo de Boston, Massachusetts. a maioria dos membros originais foram estudantes da Berklee College of Music, que começou em 1 de janeiro de 2003, tendo tocado em diversos locais de interesse público. Em seguida, rapidamente chamou a atenção do caçador de talentos Wayne Sharp (que também iniciou o Power Pop Candy Group). The Click Five fez sua primeira gravação em uma sessão de duas demos da canção. No início de 2004 depois de uma turnê bem-sucedida, lançaram seu álbum de estreia Greetings from Imrie House em 2005. O vocalista Eric Dill, deixou o grupo e quem o substituiu foi Kyle Patrick. Depois de ser retirado da sua gravadora, o grupo lançou várias músicas de forma independente, e Ben Romanos declarou em março de 2009 que um auto-financiado novo álbum estaria vindo "em breve".
Os membros foram conhecidos por sua moda baseada em imagem pública, com ternos e gravatas, juntamente com cortes de cabelo moptop, que é deliberadamente reminiscente dos Beatles. Eles preferem classificar sua música como 'nova escola poder pop'. No entanto, eles também têm sido classificados como 'pop punk', 'teen pop'. Depois de atingir o sucesso comercial maciço com seu primeiro álbum, e seu segundo lançamento não vendem tão bem. Eles tiveram a menor, mais audiências no local desde os E.U., embora tenham alcançado popularidade extrema em países da Ásia, como Camboja e nas Filipinas.  No total, a banda já vendeu dois milhões de álbuns no mundo inteiro e criaram oito singles, número um em sete nações diferentes.
Também participaram do filme "Dando um tempo" (Taking 5) em 2007, com a direção de Andrew Waller.
Em 2006 a Banda gravou a música "Pop Princess" Para o álbum da trilha sonora de (Hannah Montana)

## História

### Formação e início de história
Ben Romans estudou composição, Ethan Mentzer estudou produção e engenharia, e Joey Zehr formou-se duplamente em produção / engenharia e negócios na Berklee College of Music. Companheiros e amigos próximos, Mentzer e Zehr mudaram-se para um lugar na Imrie Road no bairro de Allston, quando ambos estavam no segundo ano. Chamando o seu lugar "Imrie House", eles se reuniram com os romanos e portugueses Joe (Quem Zehr certa vez descreveu como uma "evasão profissional") e formou uma espécie de pseudo-fraternidade. Os quatro tocaram em vários locais, nenhum dos quais teve algum sucesso. No entanto, chamou a atenção do Wayne Sharp, um musical agente de talentos que trabalhou principalmente em jazz, embora ele também havia trabalhado com a meados de 1980 power pop do grupo Candy.
Romans foi trabalhar para uma gravadora, em Nashville. Jeff Dorenfeld, ex-empresário da banda Boston, viu Guese and Mentzer performance em maio de 2003 e e submeteu-os a Sharp. Sharp gostou deles tocando, mas ele tinha uma conta baixa para as suas canções e sua aparência. As primeiras palavras Sharp nunca disse a eles foi "Isso não vai funcionar a menos que você me escute".
Os quatro logo admitiram em Eric Dill, um amigo do colégio de Zehr a partir de quando os dois moravam em Indianápolis. Zehr disse que eles começaram a tocar a sério, porque "Quando começamos a banda nosso último ano, foi basicamente o nosso esforço de última hora, porque todos nós sabíamos que estávamos prestes a ser feito com a escola e têm de entrar no mundo real". Segundo Zehr, o grupo fazia vários shows por semana em que foram registrados em nomes de banda diferentes para contornar as regras dos clubes locais de impedir que artistas toquem perto uns dos outros. Suas músicas então chamou a atenção de Mike Denneen, produtor de Boston do Fountains of Wayne, que concordou em ajudá-los a produzir um disco demo 2-canção. Denneen também os apresentou a guitarrista do Kiss, Paul Stanley, que foi fortemente apoiado.
The Click Five fizeram sua demo em Imrie House, terminando em março de 2004. O diretor do programa na Kiss 108, o grande Boston Top 40 da estação, gostou bastante do book do grupo para a estação 'Concert on the Charles' em meados de 2004. Lançaram seu primeiro EP, 'Angel to You (Devil to Me)', por esta altura.  Principal compositor Ben Romans colaborou com Paul Stanley para criar a canção, e o guitarrista Elliot Easton, mais conhecido por seu trabalho em The Cars, tocou nele.
O grupo contratou um advogado e comprou ao redor algumas das gravadoras principais. Um olheiro da faculdade a partir de Epic Records, que testemunhou um dos seus shows, convencido, Epic levou o grupo para Los Angeles para tocar. Lava Records, que posteriormente foi dobrado em Atlantic Records, acabou assinando com a banda no final de 2004. Eles começaram com o rótulo de apenas um mês depois EP. Segundo a 'The Boston Globe ', "Click Five foi lançado na estratosfera de música pop com toda a força dos músculos da indústria por trás disso." A banda abriu para Ashlee Simpson, pela primeira vez, uma posição que o custou 25.000 dólares e que um dos seus funcionários mais tarde chamou de "o melhor dinheiro que gastei".
O grupo acabou vendendo cerca de 10.000 cópias do EP. Em seguida, lançou "Just a Girl", escrito por colegas de selo, Adam Schlesinger de Fountains of Wayne, para construir o apoio para o seu álbum de estreia. Eles também fizeram várias turnês extensivamente com Ashlee Simpson. Eles lançaram seu primeiro álbum, Greetings From Imrie House, em 8 de agosto de 2005, que é o nome do prédio onde eles haviam começado. E outra música feita por Schlesinger intitulado de "I'll Take My Chances", em que Elliot Easton também tocou.

### Pico comercial e de crítica

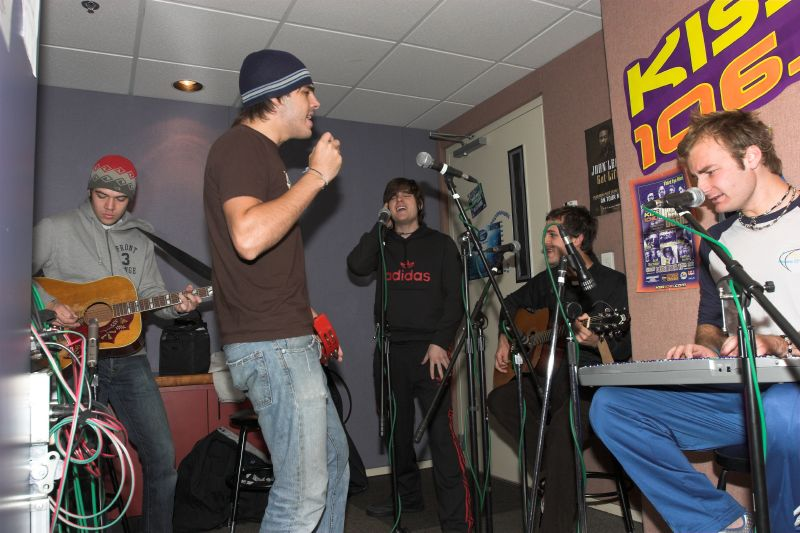
The Click Five fotografada no estúdio no final de 2005

O álbum trouxe o sucesso comercial generalizado, vendendo 350.000 cópias nos Estados Unidos. Alcançou o décimo quinto lugar na Billboard-200 quase que imediatamente. Segundo a The Boston Globo, que "saturado" da mídia em vários Países da Ásia, bem como no Camboja. Amy Doyle, então vice-presidente da MTV, afirmou que "Eu vejo garotas gritando em seu futuro. Vejo que elas tenham de usar disfarces". Muitas lojas estocaram vários itens do The Click Five, tais como as lancheiras e, mochilas e gel de cabelo. A banda passou o final de 2005 e início de 2006, abrindo shows para Ashlee Simpson, Alanis Morissette, o Backstreet Boys, e Jesse McCartney, bem como de turismo tanto por si e em colaboração com a Big City Rock. Eles também tocaram em Macy's Day Parade em novembro de 2005, cantando 'Catch Your Wave'.
Seu álbum de estreia saiu como maior hit-parade desse ano de um grupo de rock. Eles criaram um vídeo clipe para 'Just a Girl' no verão de 2005, e foi até o número nove no programa da MTVTotal Request Live . A canção se tornou a Nº1 mais baixada no iTunes por mais de duas semanas, levando a uma RIAA platinum certification como Digital Single. Em seu MySpace ficou com o hit Nº1 em "Mais vistos da página".
Antes de começar a trabalhar em seu novo álbum, a banda completou uma turnê do sudeste da Ásia, em 2008.
Greetings From Imrie House reuniu opiniões positivas a partir de About.com, onde o crítico Bill Lamb, classificou como "uma queda livre no mundo da melodia irresistível e acordes de guitarra encharcada", e de Entertainment Weekly , onde Gary Susman, crítico da "Entertainment Weekly "chamou de "insano". "Rolling Stone" também publicou uma resenha favorável de Barry Walters, que afirmou que o "relentlessly catchy" álbum possuía "várias faixas de sucessos dignos". Os críticos da "USA Today" e IGN.com criticaram o álbum, o primeiro informando que os ouvintes vão ficar "algo mais desejo".
Durante todo o tempo, os membros viram o gerente Wayne Sharp como uma influência amável. O produtor Mike Denneen disse, "Ele não é um ditador, ele é um construtor de consensos, e ele é muito bom nisso... Ele persuade e convence, e convence e todo mundo está inclinado a confiar nele, inclusive eu". No entanto, integrantes da banda manifestaram a preocupação de que eles começaram muito rápido e que intencionalmente interposto em muito a atenção da mídia. Os membros também experimentaram a crescente insatisfação com a gravadora. Zehr disse: "Não é como nos velhos tempos, quando um rótulo que passam anos a injetar dinheiro para desenvolver um artista... Hoje cabe aos artistas para se prepararem para o grande momento". Ele comentou também, "Neste ponto, você está meio que virando o rótulo em um banco".

### Mais tarde na carreira e na história recente
Até 2006, o interesse na banda sumiu gradualmente. Suas canções não tiveram o sucesso da carta que os membros tinham esperado. All Music Guide crítico Stephen Thomas Erlewine observou que a música da banda era "não muito pau no cérebro". O baixista Ethan Mentzer disse mais tarde: "Havia um ponto em que senti que estávamos em um avião e os motores morreram... Foi um longo, lento deslizar para baixo." A banda entrou em turismo local em locais como Hot Stove e Coll Music.
O vocalista Eric Dill deixou a banda em fevereiro de 2007. Os restantes quatro membros emitiram uma nota oficial sobre o marco de partida na sua página doMySpace, afirmando que "Nós sabemos que ele não será atingida por muitos e nós lhe desejamos o melhor sucesso em seus outros trabalhos". Eles trouxeram o novo vocalista Kyle Patrick, com quem se encontraram em novembro de 2006. Patrick estava em seu terceiro ano na Berklee College of Music e a deixou no meio de seus estudos, dizendo que "eu tenho com isso que eu precisava". Ele vinha desempenhando desde os 11 anos, citando Eric Clapton e as suas tropas Derek & The Dominos e Cream como sua principal influência. Ele conhecia o The Click Five pessoalmente, mas ele particularmente não gostou da música deles.
Click Five no início de 2007, passou a sofrer um reboot do seu estilo musical, enfatizando new wave e deliberadamente retro influencia com maior uso de sintetizadores. Eles pareciam estar emulando sucesso rock alternativo grupos The Killers e Weezer, de acordo com Erlewine, a banda também deu-se vestindo roupas combinando e passou a ter cada membro adoptar a sua imagem modificada, visual criado por si.
A banda reduzida a cerca de oitenta canções que tinham estado a trabalhar até doze e, em seguida, gravou seu segundo álbum, "Modern Minds and Pastimes.". O título era uma referência à Ray Charles 1962 álbum "Modern Sounds in Country e Western". Foi lançado em 26 de junho de 2007. Apesar da alta esperança, o álbum não conseguiu atender às expectativas comerciais, com apenas 50 mil cópias vendidas nos EUA. Ele alcançou o número 136 na Billboard 200. O álbum também recebeu críticas mistas a partir de Erlewine, que afirmou que "é difícil não ficar decepcionado", e Adrienne Day of Entertainment Weekly, que chamou a letra de "banal" e do álbum global, falta de "punch". Chade Grischow da IGN.com classificou como "infelizmente desigual", embora ele também observou que "Vale a pena ouvir".

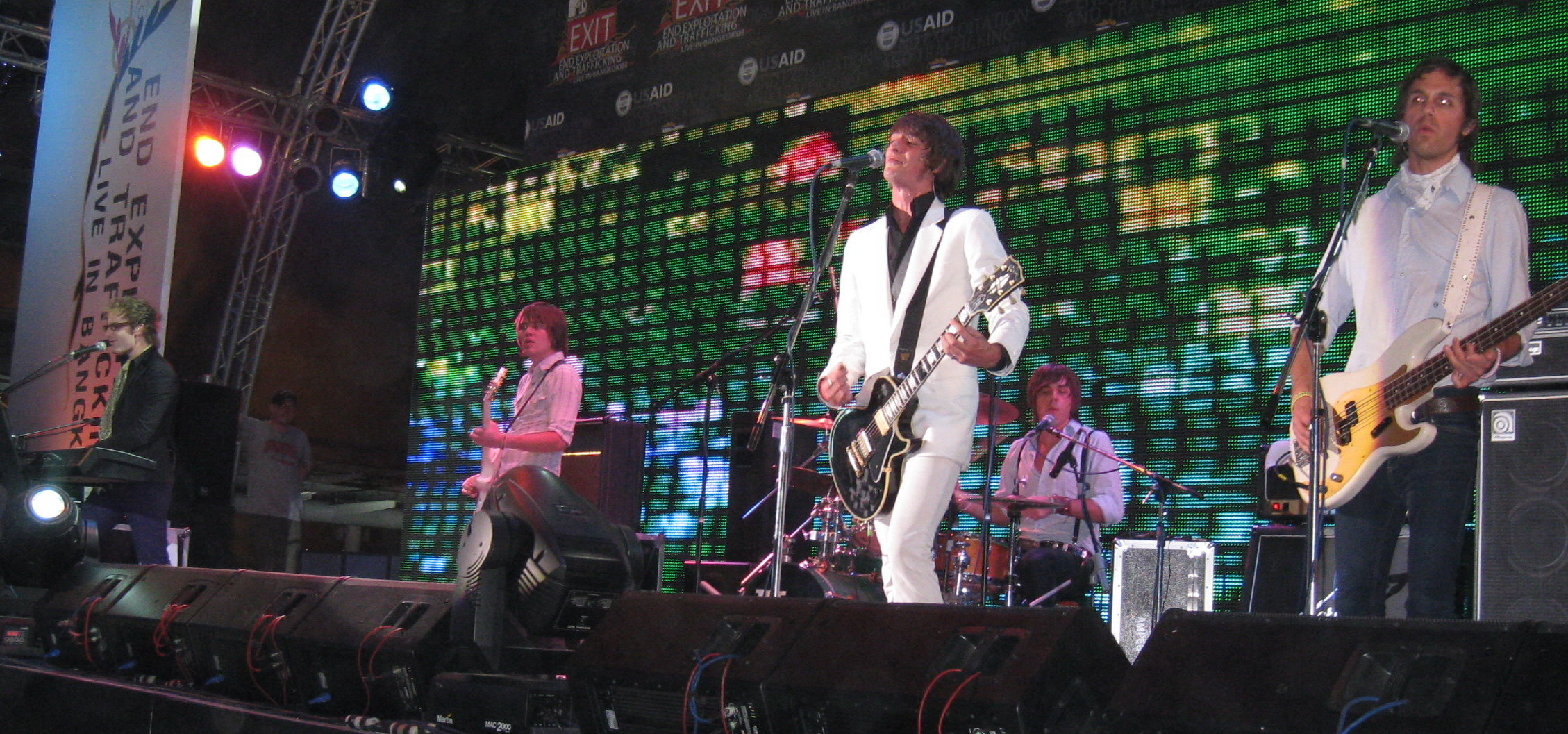
A banda fazendo show para o MTV Exit, fotografado em dezembro de 2008

O álbum gerou o single "Jenny", co-escrita pelo compositor maverick Chris Braide, que alcançou o primeiro lugar na tabela da Indonésia, as Filipinas, Tailândia, Singapura e Taiwan. O grupo passou metade da década de 2007 em digressão em vários locais da Ásia, muitos deles ao lado de The Black Eyed Peas. O grupo realizou em Fox Network's e Good Day Atlantaem 30 de agosto. O grupo se apresentou em Boston Music Awards no sábado, 1º de dezembro de 2007, na Orpheum Theater. Eles receberam indicações para 'Outstanding Pop Act', 'Canção do Ano', 'Vocalista Masculino do Ano (por Kyle Patrick)' e que ganhou o prêmio de "Outstanding Pop Act". A estação de rádio 'Singapore radio station 98.7 FM votou neles em 'Banda do Ano'.
O grupo continuou em tour ao público amplamente receptivo em alguns países asiáticos, principalmente nas Filipinas, onde eles têm uma base de fãs leais, ao longo de 2008. Naquele ano, eles encabeçaram o primeiro show de rock já realizado no Templo de Angkor Wat. No final de 2008, eles participaram de um concerto da MTV Exit em Bangkok feito para aumentar a conscientização sobre a tráfico de seres humanos. A banda tocou junto com Birmânia pop star Phyu Phyu Kyaw Thein e várias celebridades tailandês baseada em celebridades.
Em 2 de agosto de 2008, Click Five ganhou o 'Prêmio Knockout' na MTV Awards da Ásia de 2008, em Genting Highlands, Malásia. O prêmio, para "o artista que, com sucesso, conquistou os corações do público de música jovem na Ásia", foi uma surpresa para a banda e outros convidados. A banda experimentou um declínio de fortuna em 2008 e no início de 2009 os EUA, e ele jogou em vários menores, mais locais do niche baseado na New England, área em torno deste tempo.
Em março de 2009, Mike Denneen disse, "Atlantic não estava disposto a deixá-los tornar-se uma banda 'real', que é o que os caras queriam. Agora eles estão chamando os tiros e ter a oportunidade de fazer o que a maioria das bandas querem no início: jogar e escrever músicas e se desenvolver. Eles precisam engolir seu orgulho, assumir as suas protuberâncias e seguir em frente". A banda passou o mês jogando em várias posições locais, como o Lounge Lizard, em Boston. Eles representavam uma grande mudança para o Salão, que foi utilizado para hospedagem rock alternativo e indie rock atos. Ben Romans declarara que o mês que um álbum autofinanciados novo seria vinda "em breve". A banda lançou duas novas canções, "I Quit! I Quit! I Quit!" e "Be in Love", disponível gratuitamente on-line como singles. 
Em 6 de agosto de 2010, eles lançaram seu novo single "The Way It Goes" com um registro para seguir o mesmo ano.
Em 13 de novembro de 2010, eles anunciaram em seu Twitter que o seu terceiro álbum, intitulado TCV, será lançado exclusivamente na Ásia em 16 novembro 2010. O disco será vendido em todo o mundo a seguir a Ásia.

## Imagem

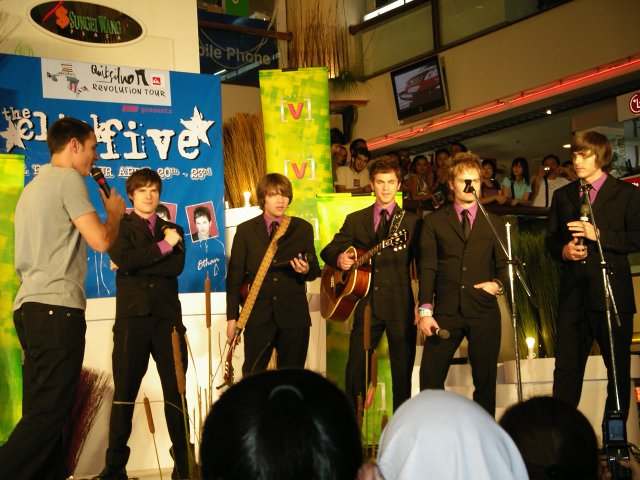
Click Five interviewed in April 2006, wearing their then-trademark outfits

Além de suas músicas, a maior parte da carreira da banda tem sido a sua imagem cuidadosamente estilística. The Click Five foram conhecidos por aparecer em correspondência Mod-basead. Forte procura por ações e relações juntamente com  Moptop margens, assim como usar camisas de colarinho vermelho embaixo. Até mais recentemente, The Click Five ainda não divulgou fotos ou aparece em público sem suas roupas combinando. Seu estilo visual é deliberadamente uma reminiscência de The Beatles e outras de 1960 beat grupos. Seu olhar era um pouco semelhante ao The Strokes também. Os membros também eram conhecidos por sua perfeitamente coordenada movimentos diversos estágios e dança em performances ao vivo. Eles mudaram sua imagem um pouco durante o lançamento do segundo álbum, permitindo aos membros aprovar os seus próprios equipamentos.
A banda tem em si comercializados especificamente para as mulheres jovens, especialmente para um público alvo de adolescentes. Guese observou, "Para muitas dessas meninas é o primeiro show que eles tenham sido, ou a primeira banda que eles foram ligados a". Ele também disse:
"As meninas estão ficando loucas são melhores do que um cara em um bar esperando para lutar lá fora depois que você terminar de tocar".
"The Boston Globe" invocou a sua imagem como "pinups fofas de sonho adolescente". Os membros da banda têm autógrafos por meio de marcadores brilhantes e fazendo corações, laços e outros símbolos. Embora a turnê em 2005, os fãs de bits que o material de papel com endereços de email e números de telefone para os bolsos dos membros da jaqueta. Três dos cinco membros rotineiramente ligado com groupies. Depois que Eric Dill deixou a banda em março de 2007, os membros restantes divulgaram um comunicado dizendo que "nós estaremos revelando o novo vocalista, assim que tirar umas fotos de topless quentes dele para você! " Mentzer, apesar de defender a sua imagem, admitiu que a banda teve a percepção como "uncool".
Revisores da IGN.com, "USA Today" e About.com têm criticado a banda por ser geralmente muito "fabricadinhos", "bonitinhos", "falta de substância", e "sem alma". Um comentarista da Yahoo! Music afirmou que "soa como uma trilha sonora para um espetáculo WB".

## Influências

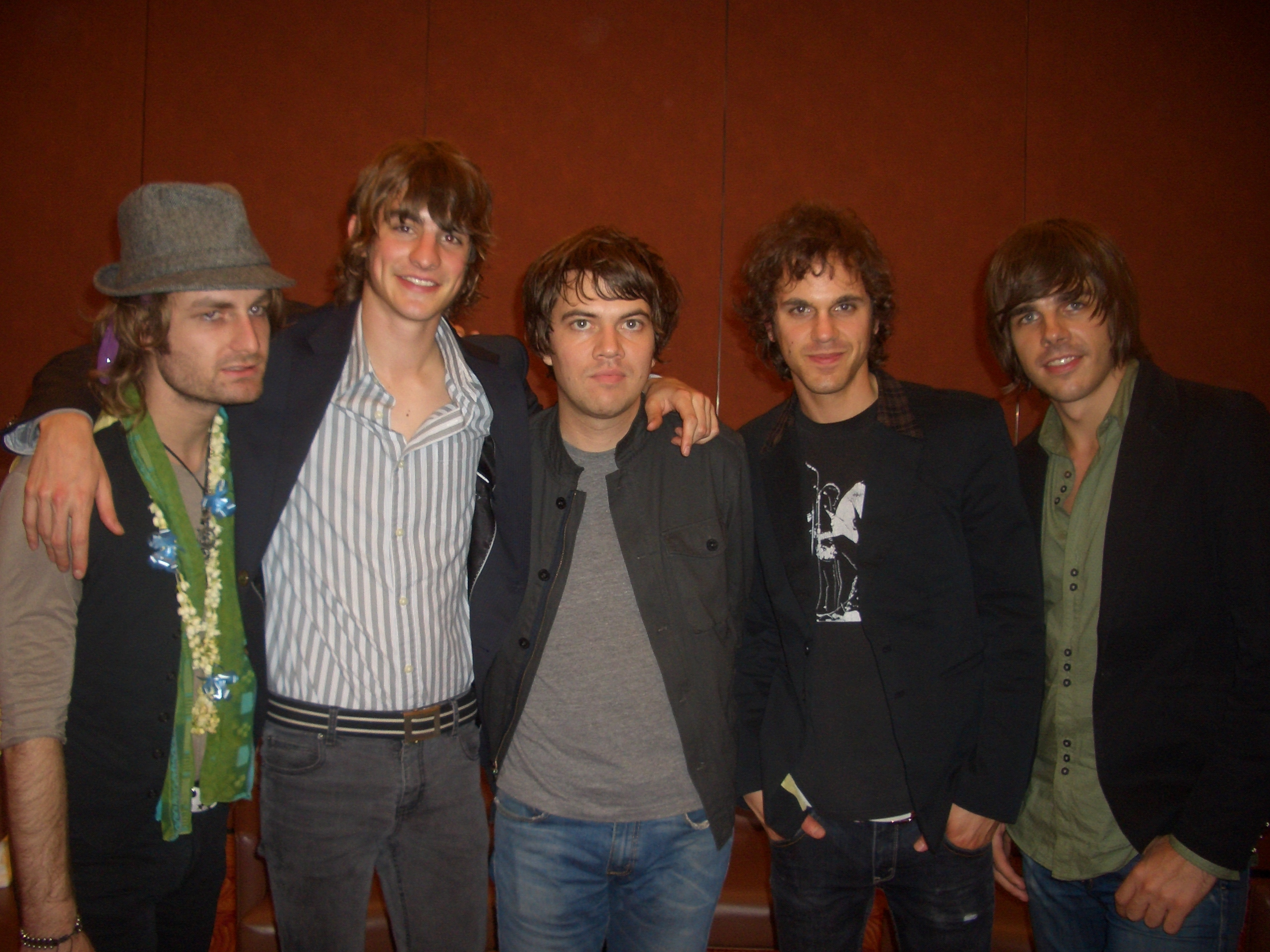
Click Five coloca em uma conferência de imprensa de Maio 2008

Os membros da banda já tem, os líderes Cheap Trick e Matthew Sweet como principais influências. Eles também citaram o Talking Heads como uma inspiração. John D. Luerssen de All Music Guide afirmou que eles tenham um som semelhante ao The Knack, The Calling, e label-mates Fountains of Wayne. Mikael Madeira de "Baltimore City Paper", comparou o Click Five com Fall Out Boy e o All-American Rejects em termos de som e crossover. Em termos de composição, Bill Lamb, da About.com observou que parece uma reminiscência de The Beatles e The Beach Boys. Gary Susman de "Entertainment Weekly", declarou a sua harmonia nos vocais são semelhantes a Queen, mas eles cantam mais como Backstreet Boys.
Vários críticos e comentaristas têm afirmado que The Click Five geral da imagem, estilo e desempenho é evocativa de companheiros de banda de Boston The Cars. Em geral, Guese já disse: "nós somos uma banda de rock que toca canções pop ... Eu sempre fui um fã da canção pop de três minutos." Ele também disse: "Nós apenas tentamos ter um monte de diversão ... A gente tenta trazer de volta esse tipo dos velhos tempos do rock 'n' roll da vibe."

## Discografia

### Albuns de Estúdio
- "Greetings from Imrie House" (2005)
- "Modern Minds and Pastimes" (2007)
- "TCV" (2010)

### EP's
- "Angel to You (Devil to Me)" (2005)

### Singles
| Year | Single                       | Hot 100 | Pop 100 | Hot Digital Songs | Top 40 Mainstream | Pop 100 Airplay | Álbum                         |
| ---- | ---------------------------- | ------- | ------- | ----------------- | ----------------- | --------------- | ----------------------------- |
| 2005 | "Angel to You (Devil to Me)" | —       | —       | —                 | —                 | —               | Angel to You (Devil to Me) EP |
| 2005 | "Just the Girl"              | 11      | 8       | 1                 | 18                | 21              | Greetings from Imrie House    |
| 2005 | "Catch Your Wave"            | —       | 68      | —                 | 37                | 47              | Greetings from Imrie House    |
| 2006 | "Pop Princess"               | —       | —       | —                 | —                 | —               | Greetings from Imrie House    |
| 2006 | "Say Goodnight"              | —       | —       | —                 | —                 | —               | Greetings from Imrie House    |
| 2007 | "Jenny"                      | —       | —       | —                 | —                 | —               | Modern Minds and Pastimes     |
| 2007 | "Empty"                      | —       | —       | —                 | —                 | —               | Modern Minds and Pastimes     |
| 2007 | "Happy Birthday"             | —       | —       | —                 | —                 | —               | Modern Minds and Pastimes     |
| 2008 | "Flipside"                   | —       | —       | —                 | —                 | —               | Modern Minds and Pastimes     |
| 2009 | "I Quit! I Quit! I Quit!"    | —       | —       | —                 | —                 | —               | TCV                           |
| 2010 | "The Way It Goes"            | —       | —       | —                 | —                 | —               | TCV                           |
| 2010 | "Don't Let Me Go"            | —       | —       | —                 | —                 | —               | TCV                           |

## Referencias
1. ^ a b "THE CLICK FIVE TO INVADE ASIA NEXT WEEK!". Atlantic Records: Website. October 2, 2007. http://www.atlanticrecords.com/news/article/?articleId=8a0af8121500f2c7011561d981503882. Retrieved December 23, 2009.
2. ^ a b c d e f g h i Wood, Mikael (January 11, 2006). "Manifest Destiny". Baltimore City Paper. https://web.archive.org/web/20120406194907/http://www2.citypaper.com/music/story.asp?id=11329. Retrieved December 22, 2009.
3. ^ a b c d e f Ankeny, Jason. "The Click Five: Biography". MSN Music. http://music.msn.com/music/artist-biography/the-click-five/. Retrieved December 21, 2009.
4. ^ a b c d e Lamb, Bill. "Just the Girl - Click Five". About.com. https://web.archive.org/web/20090811092349/http://top40.about.com/od/singles/gr/cfivejtg.htm. Retrieved December 22, 2009.
5. ^ a b c d e f g h i j "Take Five". The Boston Globe. August 7, 2005. http://www.boston.com/ae/music/articles/2005/08/07/take_five/. Retrieved December 22, 2009.
6. ^ a b c d e f g h i j Anderman, Joan (March 7, 2009). "Catch the fallen stars". The Boston Globe. http://www.boston.com/ae/music/articles/2009/03/07/catch_the_fallen_stars/. Retrieved December 21, 2009.
7. ^ a b c d e Luerssen, John D.. "Greetings From Imrie House". Allmusic. http://www.allmusic.com/album/r781891. Retrieved December 22, 2009.
8. ^ a b c d Tiu, Cheryl (June 3, 2008). "Why Click Five clicks in Manila". Philippine Daily Inquirer. https://web.archive.org/web/20101031035044/http://showbizandstyle.inquirer.net/you/vidvibe/view/20080603-140535/Why-Click-Five-clicks-in-Manila. Retrieved December 23, 2009.
9. ^ a b c "The Click Five". Z100 - New York City. https://web.archive.org/web/20100310015157/http://www.z100.com/new2/artists/theclickfive. Retrieved December 23, 2009.
10. ^ a b c d e f Lamb, Bill. "Greetings From Imrie House - The Click Five". About.com. http://top40.about.com/od/albums/fr/click5greetings.htm. Retrieved December 22, 2009.
11. ^ a b c d Walters, Barry (August 25, 2005). "The Click Five - Greetings From Imrie House". Rolling Stone. http://www.rollingstone.com/artists/theclickfive/albums/album/7548544/review/7563352/greetings_from_imrie_house. Retrieved December 22, 2009.
12. ^ a b c d e f Gott, Gabe (March 2, 2006). "ALL about... The Click Five". kentnewsnet.com. http://media.www.kentnewsnet.com/media/storage/paper867/news/2006/03/02/Entertainment/All-About.The.Click.Five-1650259.shtml. Retrieved December 22, 2009.
13. ^ "THE CLICK FIVE THROW THE BOOK AT ITUNES". Atlantic Records: Website. November 22, 2005. http://www.atlanticrecords.com/news/article/?articleId=atlnewsarticle33800002. Retrieved December 23, 2009.
14. ^ a b c "THE CLICK FIVE MODERN MINDS AND GREAT TIMES TOUR". Singapore Indoor Stadium: Main Website. April 7, 2008. http://www.viagembem.net.br. Retrieved December 27, 2009.
15. ^ a b Susman, Gary (August 15, 2005). "Greetings from Imrie House (2005)". Entertainment Weekly. http://www.ew.com/ew/article/0,,1092700,00.html. Retrieved December 22, 2009.
16. ^ a b Gundersen, Edna (August 22, 2005). "'Greetings' from Click Five; 'Meteors' via Veirs". USA Today. http://www.usatoday.com/life/music/news/2005-08-22-listen-up_x.htm. Retrieved December 22, 2009.
17. ^ a b Fry, W. (September 19, 2005). "The Click Five - The House of Imrie". IGN.com. https://web.archive.org/web/20090625015057/http://music.ign.com/articles/652/652145p1.html. Retrieved December 22, 2009.
18. ^ a b c d Stephen Thomas Erlewine. "The Click Five - Modern Minds and Pastimes". Allmusic. http://www.allmusic.com/album/r1075176. Retrieved December 23, 2009.
19. ^ a b c "The Click Five and Dill part ways". The Boston Globe. March 12, 2007. http://www.boston.com/ae/celebrity/articles/2007/03/12/the_click_five_and_dill_part_ways/. Retrieved December 22, 2009.
20. ^ a b c d e "Interview with Kyle Patrick of The Click Five". arjanwrites.com. August 14, 2007. http://www.arjanwrites.com/arjanwrites/2007/08/interview-with-.html. Retrieved December 23, 2009.
21. ^ "The Click Five". Atlantic Records: Website. https://web.archive.org/web/20081116061707/http://www.atlanticrecords.com/theclickfive. Retrieved December 23, 2009.
22. ^ a b c d e f g h i "The Click Five - Charts and Awards". Allmusic. http://www.allmusic.com/artist/p704011. Retrieved December 26, 2009.
23. ^ Day, Adrienne (July 6, 2007). "Modern Minds and Pastimes (2007)". Entertainment Weekly. http://www.ew.com/ew/article/0,,20045031,00.html. Retrieved December 23, 2009.
24. ^ Grischow, Chad (July 27, 2007). "The Click Five - Modern Minds And Pastimes Review". IGN.com. https://web.archive.org/web/20110604004123/http://music.ign.com/articles/808/808828p1.html. Retrieved December 23, 2009.
25. ^ "CLICK FIVE ON TV!". Atlantic Records: Website. August 29, 2007. http://www.atlanticrecords.com/news/article/?articleId=8a0af81214727a080114b2e79c2a2909. Retrieved December 23, 2009.
26. ^ "THE CLICK FIVE PERFORM AT THE BMAS". Atlantic Records: Website. October 2, 2007. http://www.atlanticrecords.com/news/article/?articleId=8a0af8121611206e01161b9b9ae53574. Retrieved December 23, 2009.
27. ^ Rodman, Sarah (December 2, 2007). "Boston Music Award Winners". The Boston Globe. http://www.boston.com/ae/music/blog/2007/12/boston_music_aw_1.html. Retrieved December 23, 2009.
28. ^ "Burmese pop star named MTV EXIT campaign ambassador". Mizzima News. 18 December 2009. https://web.archive.org/web/20091222012358/http://www.mizzima.com/news/inside-burma/3177-burmese-pop-star-named-mtv-exit-campaign-ambassador-.html. Retrieved 23 December 2009.
29. ^ "2008 MTV Asia Awards Honors The Best From The East And West In March 2009". MTV.com. August 2, 2008.
30. ^ a b c "Click Five's sweet pop-rock clicks with teens". Yahoo! Music. February 10, 2006. http://new.music.yahoo.com/rick-springfield/news/click-fives-sweet-pop-rock-clicks-with-teens--29604793. Retrieved December 23, 2009.